# Otiothops puraquequara
Otiothops puraquequara là một loài nhện trong họ Palpimanidae. Loài này được phát hiện ở Brasil.